# Seznam kitajskih pisateljev
Seznam kitajskih pisateljev.

## A
Alaj -

## B
Ba Džin - 

## C
Cao Venšuan - Cao Šuečin -

## L
Lao Še - Li Šiao - Ling Li - Lju Binjan - Lju E - Lju Šiaobo - Lju Dzongjuan - Lu Šun - Luo Guandžong -

## M
Mao Dun - Mo Jan -

## W
Vang Meng - Vang Šidžen - Wu Wenjun (1919 – 2017) ?